# 新井清子
新井清子（日語：あらいきよこ，6月1日—），日本漫畫家，本名朴清子。

## 經歷
1984年以〈ちょっとだけ媚薬〉出道。
1999年以《天使口紅》榮獲第44屆小學館漫畫賞兒童部門賞。

## 作品
新井清子目前有正式授權中文譯本的作品： 
- 排球小嬌娃（GENKIでファイト!!，「Ciao」1988年10月－1990年5月，共4卷）
- 咖喱俏佳人（カレー倶楽部にあいにきて，「Ciao」1990年－1991年，共6卷）
- 天使口紅（「Ciao」1996年2月－1999年7月，共9卷）
- 戀愛占卜師（「Ciao」1999年8月－2003年6月，共9卷）
- 神奇大師簡易風水占卜師（Dr.リンのかんたん風水&占いBOOK）
- 失眠之夜的物語（眠れぬ夜の物語）
- 俏麗魔髮師（日语：ビューティー・ポップ）（「Ciao」2003年9月－2008年2月，共10卷）
- 戀愛甜點（日语：ヨモギもちヤケた?）（「ChuChu」2008年4月－2009年12月，共4卷）
- 戀愛路線（戀路線～話しかけたかった～）
- 自然天使（ナチュラル・エンジェル，共1卷）
- 決策伸展台（ランウェイを☆プロデュース!!，「週刊少年Sunday」2011年14號－20號，共1卷）[4]
- 決戰伸展台（ランウェイ・WARS，「Cheese!」2011年6月號，共2卷）[5]
- 被囚禁的野獸們（囚われの野獣たち，共1卷）
- 妳相信愛情嗎?（あなたは愛を信じますか?，共2卷）

其他
- 魔法之星愛美（「Ciao」1985年5月－1986年，共3卷）
- 魔法偶像粉彩筆由美（「Ciao」1986年4月－1986年11月，共2卷）

## 外部連結
- NDL 00150629